# Alorspökuggla
Alorspökuggla (Ninox plesseni) är en nyligen urskiljd fågelart i familjen ugglor inom ordningen ugglefåglar.

## Utbredning och systematik
Alorspökugglan återfinns endast på ön Alor i Indonesien, norr om Timor. Tidigare behandlades den som underart till australisk spökuggla (Ninox boobook, eller Ninox novaeseelandiae när den senare inkluderar den förra). Numera urskiljs den dock allt oftare som egen art efter studier från 2017 som visar på stora genetiska och lätemässiga skillnader.

## Status
Arten har ett relativt litet utbredningsområde, men beståndet anses vara stabilt. IUCN kategoriserar den som livskraftig.